# لوسمی کارابوئه
لوسمی کارابوئه (انگلیسی: Lossémy Karaboué؛ زادهٔ ۱۸ مارس ۱۹۸۸) بازیکن فوتبال اهل فرانسه است.
از باشگاه‌هایی که در آن بازی کرده‌است می‌توان به باشگاه فوتبال والنسین، باشگاه فوتبال نانسی، باشگاه فوتبال تروا، باشگاه فوتبال راتچابوری، و باشگاه فوتبال سدان اشاره کرد.